# أمريكي في باريس (فلم)
أمريكي في باريس (بالإنجليزية: An American in Paris) هو فيلم موسيقي تم إنتاجه في الولايات المتحدة وصدر في سنة 1951. الفيلم من كتابة آلان جي لرنر.

## طاقم التمثيل
- جين كيلي

### ترشيحات وجوائز
| السنة | الحدث | الفئة                      | النتيجة |
| ----- | ----- | -------------------------- | ------- |
|       |       | أوسكار أحسن موسيقى تصويرية | فوز     |

## الميزانية والإيرادات
بلغت تكلفة إنتاج الفيلم حوالي 2,723,903 دولار بينما حقق أرباحا تقدر بـ 4,500,000
8,005,000 (worldwide theatrical rentals) دولار.

## وصلات خارجية
- مقالات تستعمل روابط فنية بلا صلة مع ويكي بيانات